# Créances
Créances település Franciaországban, Manche megyében. Lakosainak száma 2079 fő (2022. január 1.). Créances La Feuillie, Pirou, Saint-Germain-sur-Ay és Lessay községekkel határos.

## Népesség
A település népességének változása:
| Lakosok száma | 2033 | 1935 | 1926 | 2111 | 2207 | 2201 | 2137 | 2093 | 2078 | 2079 |
|               | 1968 | 1982 | 1990 | 2006 | 2013 | 2015 | 2017 | 2019 | 2020 | 2022 |